# 司前街看守所旧址
司前街看守所旧址，位于江苏省苏州市姑苏区司前街西善长巷3号。建于清末，为苏州市文物保护单位。

## 历史
司前街看守所最早为清宣统元年（1909年）设置的江苏按察司监，主要收押江苏省内的重犯及死刑犯。同年另有苏州府监同设于此处，均于1912年后撤销:159。1919年成立江苏高等检察厅看守所，1926年改江苏高等法院看守所，七君子事件中史良曾关押于此（沈钧儒等余6人关押于吴县横街的分所）:160。中华人民共和国成立后，先后为苏州区监狱和苏州市监狱，1956年并入江苏省第三监狱:213。之后被用作苏州市公安局看守所，至1997年迁出。2007年，被改造为苏州警察博物馆和苏州禁毒展览馆。
看守所为米字型建筑，由贝寿同设计。按十字分为4个分区，每区有8间监室，共可收监260人，另配有医务室、浴室、图书室等，建筑北侧有运动场，西侧为刑场。改造后的苏州警察博物馆，面积500余平方米，有藏品1000余件，记录了苏州警察自清末至今的发展历程。